# Серебряная подвеска
О́рден «Кюми́с алка́» — (каз. Күміс алқа «Серебряная подвеска») — награда Республики Казахстан для многодетных матерей.
Подвеской «Күміс алқа» награждаются матери, родившие и воспитавшие шесть детей, при достижении шестым ребёнком возраста одного года и при наличии в живых остальных детей этой матери.
При награждении подвеской «Күміс алқа» учитываются также дети:
- усыновленные матерью в установленном законом порядке;
- погибшие или пропавшие без вести при защите интересов Республики Казахстан или при исполнении иных служебных обязанностей, погибшие при стихийных бедствиях либо при выполнении гражданского долга по спасению человеческой жизни и материальных ценностей, в борьбе с преступностью и охране общественного порядка, а также умершие вследствие ранения, увечья или заболевания, полученных при указанных обстоятельствах, либо вследствие трудового или профессионального заболевания.

Подвеска «Күміс алқа» имеет статус ордена Республики Казахстан.
Многодетным матерям, награждённым подвеской «Күміс алқа», льготы могут быть установлены за счет средств местных бюджетов.

## Описание
Первоначально подвеска изготавливалась из латуни с серебрением, но с 2010 года — из мельхиора.
Подвеска имеет вид овала с орнаментированной каймой с круглым медальоном в центре. В медальоне на фоне восходящего солнца на вытянутых руках изображение младенца.
На матированном реверсе в центре надпись «КҮМІС АЛҚА» в две строки.
Подвеска при помощи кольца и переходного звена, в виде орнаментированного по краям треугольника с изображением шанырака в центре, крепится к шейной ленте.
Лента цвета государственного флага с серой полоской по центру.